# Коча-кан
Коча-кан (Кочуган) — в мифологии алтайцев — божество, дух, обитающий на одном из слоёв неба (первом или седьмом), который характеризуется эротическими чертами.
Рассказывают, что он вначале был обыкновенным, но распутным человеком, за что и был заброшен одним шаманом с земли на седьмое небо. По другой версии, он был блудливым шаманом и забрался на небо, спасаясь от врагов, где и остался. В третьем варианте — Коча-кан родился от дочери Ульгеня, соблазнённой сильным шаманом. С образом Коча-кана связан осенний праздник. Осенью, после уборки урожая из зёрен ячменя готовили брагу (позо) для кропления духу-хозяину двери Караш-бию и эротическому божеству Коча-кану с просьбой дать благополучие и здоровье семье, приплод скоту. Коча-кан, спускаясь на землю, воплощается в кама или человека и устраивает игры, которые отличались особым неистовством и разудалой весёлостью, сопровождались неприличными жестами сексуального содержания. Шумная толпа, состоящая из молодых парней, мужчин и ребятишек сопровождала человека, который изображал Коча-кана, пели песни эротического содержания, собирали пожертвования от жителей. Женщины старались прятаться от игры в Коча-кана. Празднество продолжалось в течение 2—3 дней. Вечером, когда заканчивался праздник, делили съестные припасы между участниками игры. На Коча-кане была надета берестяная маска и остроконечная берестяная шапка. Этот обряд проводили кумандинские роды, которые почитали Коча-кана, а также некоторые телеутские и шорские роды.